# Neoblattella binodosa
Neoblattella binodosa es una especie de cucaracha del género Neoblattella, familia Ectobiidae.

## Distribución
Esta especie se encuentra en Surinam, Guayana Francesa y Brasil.